# Maria Teresa Bertran i Rossell
Maria Teresa Bertran i Rossell   (Arenys de Mar, 24 de maig de 1952 - 12 de febrer de 2024) va ser una narradora i poeta catalana que utilitzava el pseudònim Teresa d'Arenys.
Va donar-se a conèixer quan el 1976 va guanyar el Premi Amadeu Oller per a poetes inèdits amb l'obra Aor. El 1980 va publicar L'onada i el 1986 Murmuris. La seva poesia combina el classicisme amb la modernitat. Durant els anys 90 va publicar diverses peces de poesia tuareg recollides a Tuareg. Cants d'amor i de guerra de l'Ahaggar (1999) i amb què guanyà el V Premi de Reconeixement a la Creació Poètica, Cadaqués a Quima Jaume. I posteriorment Versos de vi novell, el 2009, i Epístola a un amic mort̟, el 2013. El 2001 va publicar la seva primera novel·la, El quadern d'Agnès Solà. El 2017 Edicions Vitel·la va publicar el volum de la seva poesia completa.
També va destacar com a traductora de l'obra de Rainer Maria Rilke: Rèquiems.

## Premis i reconeixements
- 1976 - Premi Amadeu Oller, per Aor.
- 1999 - V Premi de Reconeixement a la Creació Poètica, per Tuareg. Cants d'amor i de guerra de l'Ahaggar.
- 2018 - Premi Crítica Serra d’Or per la seva obra poètica.[4]